# Грифов Шльонски
Грѝфов Шльо̀нски или Грѝфув Шльо̀нски (на полски: Gryfów Śląski; на немски: Greiffenberg; на латински: Gryphimontium) е град в Югозападна Полша, Долносилезко войводство, Лвовешки окръг. Административен център е на градско-селската Грифовска община. Заема площ от 6,63 км2.

## Население
Според данни от полската Централна статистическа служба, към 31 декември 2014 г. населението на града възлиза на 6 863 души. Гъстотата е 1 035 души/км2.